# Дженніфер Пейдж
Дженніфер Пейдж (англ. Jennifer Paige, при народженні — Скоггінс (англ. Scoggins); 3 вересня 1973, Марієтта, Джорджія, США) — американська співачка, автор пісень і актриса. Солістка гурту «The Fury» (з 2010 року). Є найвідомішою за хіт 1998 року Crush.

## Біографія
Дженніфер Пейдж (при народженні — Скоггінс) народилась 3 вересня 1973 року в Марієтті, передмісті Атланти штату Джорджія, США. Має британське походження. Закінчила «Pebblebrook High School», де вивчала вокал, танці й драму.
У  5 років Дженніфер почала виступати як співачка разом зі своїм братом Ченсом Скоггінсом в місцевих кафе.
У  17 років вона подорожувала по країні з «Top 40» і в результаті поселилась в Лос-Анджелесі (штат Каліфорнія, США).
В серпні 1996 року вона виступила в Атланті (штат Джорджія, США) перед 50,000 чоловік на Олімпійських іграх. Незабаром підписала свій перший контракт.

### Дебютний альбом
Її дебютний альбом «Jennifer Paige (альбом)|jennifer Paige» вийшов в серпні 1998 року.
Перший сингл «Crush» став хітом, а два інші сингли — «Sober» і «Always You» досягли # 6 в «Hot Dance Club Songs».

### Positively Somewhere
Дженніфер Пейдж гастролювала в усьому світі, вона співала для Івана Павла II у Ватикані, була номінована на премію «World Music Awards» в номінації «Найкращий Новий Артист».
Її другий альбом «Positively Somewhere» вийшов у вересні 2001 року в США. Пізніше альбом вийшов у європейських країнах.

### Flowers: The Jennifer Paige Hits Collection
У 2003 році Дженніфер Пейдж випустила збірник своїх найвідоміших пісень під назвою «Flowers (The Hits Collection)».
В цьому ж році співачка розірвала контракти з лейблами «Hollywood Records» і «Edel Music».
Свою кар'єру як співачки в цей час Дженніфер припинила і займалась написанням пісень для інших артистів.

### Best Kept Secret і повернення на сцену
У 2007 році Дженніфер Пейдж повернулась до кар'єри співачки і в квітні 2008 року в Німеччині, Австрії і Швейцарії вийшов її третій альбом під назвою «Best Kept Secret».
Альбом був перевиданий, як подарункове видання в листопаді 2009 року. В альбомі з'явився новий сингл «Beautiful Lie» з Ніком Картером і нова версія хіта «Crush».

### The Fury
У 2010 році Дженніфер Пейдж повідомила, що вона разом з Корі Палермо сформувала групу «The Fury». Їхній дебютний сингл «Silent Night» вийшов 30 листопада 2010 року.

## Дискографія
Студійні альбоми
- 1998 — Jennifer Paige
- 2001 — Positively Somewhere
- 2008 — Best Kept Secret
- 2012 — Holiday
- 2017 — Starflower

Збірники
- 2003 — Flowers (The Hits Collection)